# 어룡
어룡(魚龍, Ichthyosauria 이크티오사우리아[*])은 쥐라기부터 백악기에 걸쳐 바다에서 번성한 동물의 한 종류이다.
겉모습이 고래나 돌고래와 유사하고 몸길이가 쥐라기에는 3 ~ 6m 정도에 백악기에는 12m 정도였지만 의외로 그 전 시기인 트라이아스기에 어룡들이 훨씬 많이 번성했으며 가장 큰 것은 20m에 이르는 거대한 크기였다. 두개골에는 날카로운 원추형의 이가 달려 있는 길고 뾰족한 턱이 있고, 커다란 눈이 있었다. 머리 윗부분에는 내비공(內鼻孔)이 있었고 알을 몸 속에서 부화시켜 지금의 고래처럼 새끼를 낳았다.

## 같이 보기
- 돌고래
- 수장룡
- 헬리코프리온